# Prorokova kadulja
Prorokova kadulja, meksička metvica, božanska kadulja (lat. Salvia divinorum), meksička endemska biljna vrsta usnača iz države Oaxaca. Raste u planinama Sierra Mazateca gdje je Indijanci koriste u svojim obredima za izazivanje vizija.
Naraste više od jednog metra, a odlikuje se velikim listovima. Cvijet je bijel ili ljubičast.
Uvrštena je u Hrvatskoj na temelju Zakona o suzbijanju zlouporabe droga na Popis droga, psihotropnih tvari i biljaka iz kojih se može dobiti droga te tvari koje se mogu uporabiti za izradu droga, pod Popis droga i biljaka iz kojih se može dobiti droga, pod 2. Popis psihotropnih tvari i biljaka, Odjeljak 1 - Psihotropne tvari sukladno Popisu 1. Konvencije UN-a o psihotropnim tvarima iz 1971. godine.

## Vanjske poveznice
|  | Zajednički poslužitelj ima još gradiva o temi Salvia divinorum |
|  | Wikivrste imaju podatke o taksonu Salvia divinorum             |